# Neuville-en-Condroz
Neuville-en-Condroz (wa. Li Nouve Veye e Condroz) – dzielnica (section) gminy Neupré w Belgii, w Regionie Walońskim, w prowincji Liège, w okręgu Liège. 1 stycznia 2020 roku liczyła 4342 mieszkańców. Do 31 grudnia 1976 r. samodzielna gmina. 

## Demografia
Liczba mieszkańców, stan na 1 stycznia:
| Rok                | 1930 | 1947 | 1961 | 2020 |
| ------------------ | ---- | ---- | ---- | ---- |
| Liczba mieszkańców | 564  | 595  | 1574 | 4342 |